# 王令言
王令言（?—?），隋朝的乐工。
王令言精通音律。大业末年，隋炀帝将要去江都，王令言之子曾经跟从，在门外弹胡琵琶，创作翻调《安公子曲》。王令言当时卧室中，听到后大惊，急忙起来说：“变，变！”赶快喊着而子：“此曲什么时候有的？”其子回答：“最近才有的。”王令言于是叹气流泪，对其子说：“你小心不要跟随皇帝前去，皇帝必不能回来。”儿子问其故，王令言说：“此曲宫声去了就不返回，宫就是君主，我因此知到了。”隋炀帝最后被杀于江都。